# 19. Ersatz-Division (Königlich Sächsische)
Die 19. Ersatz-Division wurde mit der Mobilmachung am 1. August 1914 aus landsmannschaftlichen Teilen der Preußischen und Sächsischen Armee aufgestellt und war ein Großverband im Ersten Weltkrieg.

## Gliederung
- 21. gemischte Ersatz-Brigade
  - Brigade-Ersatz-Bataillon Nr. 21
  - Brigade-Ersatz-Bataillon Nr. 22
  - Brigade-Ersatz-Bataillon Nr. 23
  - Brigade-Ersatz-Bataillon Nr. 24
  - Brigade-Ersatz-Bataillon Nr. 78
  - Kavallerie-Ersatz-Abteilung Breslau/VI. Armee-Korps
  - Feldartillerie-Ersatz-Abteilung Nr. 6
  - Feldartillerie-Ersatz-Abteilung Nr. 57
- 45. gemischte Ersatz-Brigade
  - Brigade-Ersatz-Bataillon Nr. 45
  - Brigade-Ersatz-Bataillon Nr. 46
  - Brigade-Ersatz-Bataillon Nr. 63
  - Brigade-Ersatz-Bataillon Nr. 64
  - Kavallerie-Ersatz-Abteilung Dresden/XII. Armee-Korps
  - Feldartillerie-Ersatz-Abteilung Nr. 28
  - Feldartillerie-Ersatz-Abteilung Nr. 48
  - 1. Ersatz-Kompanie/Pionier-Bataillon Nr. 12
- 47. gemischte Ersatz-Brigade
  - Brigade-Ersatz-Bataillon Nr. 47
  - Brigade-Ersatz-Bataillon Nr. 48
  - Brigade-Ersatz-Bataillon Nr. 88
  - Brigade-Ersatz-Bataillon Nr. 89
  - Kavallerie-Ersatz-Abteilung Leipzig/XIX. Armee-Korps
  - Feldartillerie-Ersatz-Abteilung Nr. 32
  - Feldartillerie-Ersatz-Abteilung Nr. 77
  - 1. Ersatz-Kompanie/Pionier-Bataillon Nr. 22

### Kriegsgliederung vom 12. Juli 1918
- 45. Ersatz-Brigade
  - Ersatz-Infanterie-Regiment Nr. 23
  - Ersatz-Infanterie-Regiment Nr. 24
  - Ersatz-Infanterie-Regiment Nr. 32
  - 5. Eskadron/2. Königlich Sächsisches Husaren-Regiment Nr. 19
- Artillerie-Kommandeur Nr. 137
  - Ersatz-Feldartillerie-Regiment Nr. 47
- Pionier-Bataillon Nr. 519
- Divisions-Nachrichten-Kommandeur Nr. 569

## Gefechtskalender
Die Division sollte ursprünglich nach ihrer Bildung hinter der Westfront Sicherungsaufgaben übernehmen. Die allgemeine Lage machte es jedoch notwendig, bereits in den ersten Kriegsmonaten in vorderster Front eingesetzt zu werden. Nach dem Waffenstillstand von Compiègne trat sie den Rückmarsch in die Heimat an, wo die Division ab Dezember 1918 in Leipzig demobilisiert und aufgelöst wurde.

### 1914
- 05. bis 19. August – Gefechte in den Vogesen
- 20. bis 22. August – Schlacht in den mittleren Vogesen
- 22. August bis 14. September – Schlacht vor Nancy-Épinal
- ab 17. September – Gefechte bei Blâmont
  - 20. bis 25. September – Domjevin-Badonviller
  - 04. Oktober – Gefecht bei Chazelles
  - 26. Oktober – Gefecht bei Xousse-Leintrey
  - 02. November – Gefecht bei Chazelles
  - 05. November – Gefechte bei Manonviller und Ancerviller
  - 16. bis 18. November – Gefechte bei Cirey
  - 13. Dezember – Gefecht bei Maison de Garde

### 1915
- bis 31. Mai – Gefechte bei Blâmont
  - 01. Januar – Gefechte bei Manonviller und Parux-Bréménil
  - 10. Januar – Gefecht bei Domjevin
  - 29. Januar – Gefecht bei Angomont
  - 08. Februar – Gefecht bei Parux-Angomont
  - 10. Februar – Gefecht bei Manonviller
  - 27. Februar bis 8. März – Winterkämpfe bei Badonviller
  - 22. März – Gefecht bei Badonviller
  - 31. März – Gefecht bei Mouacourt
  - 17. April – Gefecht bei Chazelles
  - 24. April – Gefecht bei Reillon
- ab 31. Mai – Stellungskämpfe in Lothringen
  - 19. bis 22. Juni – Gefecht bei Gondrexon

### 1916
- bis 12. Oktober 1916
  - 28. Februar bis 4. März – Gefecht bei Thiaville
  - 18. März – Gefecht bei Thiaville
- ab 15. Oktober – Stellungskämpfe vor Verdun

### 1917
- bis 31. März – Stellungskämpfe vor Verdun
  - 4. März – Überfall von Fièveteri
- ab 1. April – Stellungskämpfe vor Verdun
  - 12. August bis 9. Oktober – Abwehrschlacht bei Verdun

### 1918
- bis 6. Juli – Stellungskämpfe bei Verdun
- 07. bis 17. Juli – Stellungskämpfe bei Reims
- 18. bis 25. Juli – Abwehrschlacht zwischen Soissons und Reims
- 26. Juli bis 3. August – Bewegliche Abwehrschlacht zwischen Marne und Vesle
- 03. bis 21. August – Heeresgruppen-Reserve bei Marie
- 22. August bis 4. September – Abwehrschlacht zwischen Oise und Aisne
- 05. September bis 11. November – Stellungskämpfe in Lothringen
- ab 12. November – Räumung des besetzten Gebietes und Marsch in die Heimat

## Kommandeure
| Dienstgrad      | Name                 | Datum                              |
| --------------- | -------------------- | ---------------------------------- |
| Generalleutnant | Adolf Müller         | 2. bis 21. August 1914             |
| Generalleutnant | Otto von Tettenborn  | 22. August bis 12. Oktober 1914    |
| Generalmajor    | Alwin Schmundt       | 13. Oktober 1914 bis 16. Juni 1915 |
| Generalleutnant | Otto von Tettenborn  | 17. Juni 1915 bis Oktober 1917     |
| Generalmajor    | Charles Garke        | Oktober 1917 bis Oktober 1918      |
| Generalmajor    | Heinrich von Zeschau | Oktober bis Dezember 1918          |